# Монастир Святої Трійці (Вільнюс)
Монастир Пресвятої Трійці (Вільнюс), Вільнюський Свято-Троїцький монастир — чинний греко-католицький чоловічий монастир, в ім'я Пресвятої Трійці, що знаходиться в м.Вільнюсі (Литва). Богослужіння проводяться українською мовою.

## Історія
На місці, де тепер знаходиться монастир, у 1342 р. були страчено придворних князя Ольгерда: Куклія, Михлея і Нежила, що прийняли християнство під ім'ям Антонія, Іоанна та Євстафія.
Ольгерд подарував це місце християнам, які побудували в 1347—1350 церкву в ім'я Св. Трійці й перенесли сюди мощі святих мучеників.
У 1609 р. монастир перейшов до греко-католиків. В 1655 р. мощі святих були перенесені в Свято-Духівський монастир, де вони спочивають досі.

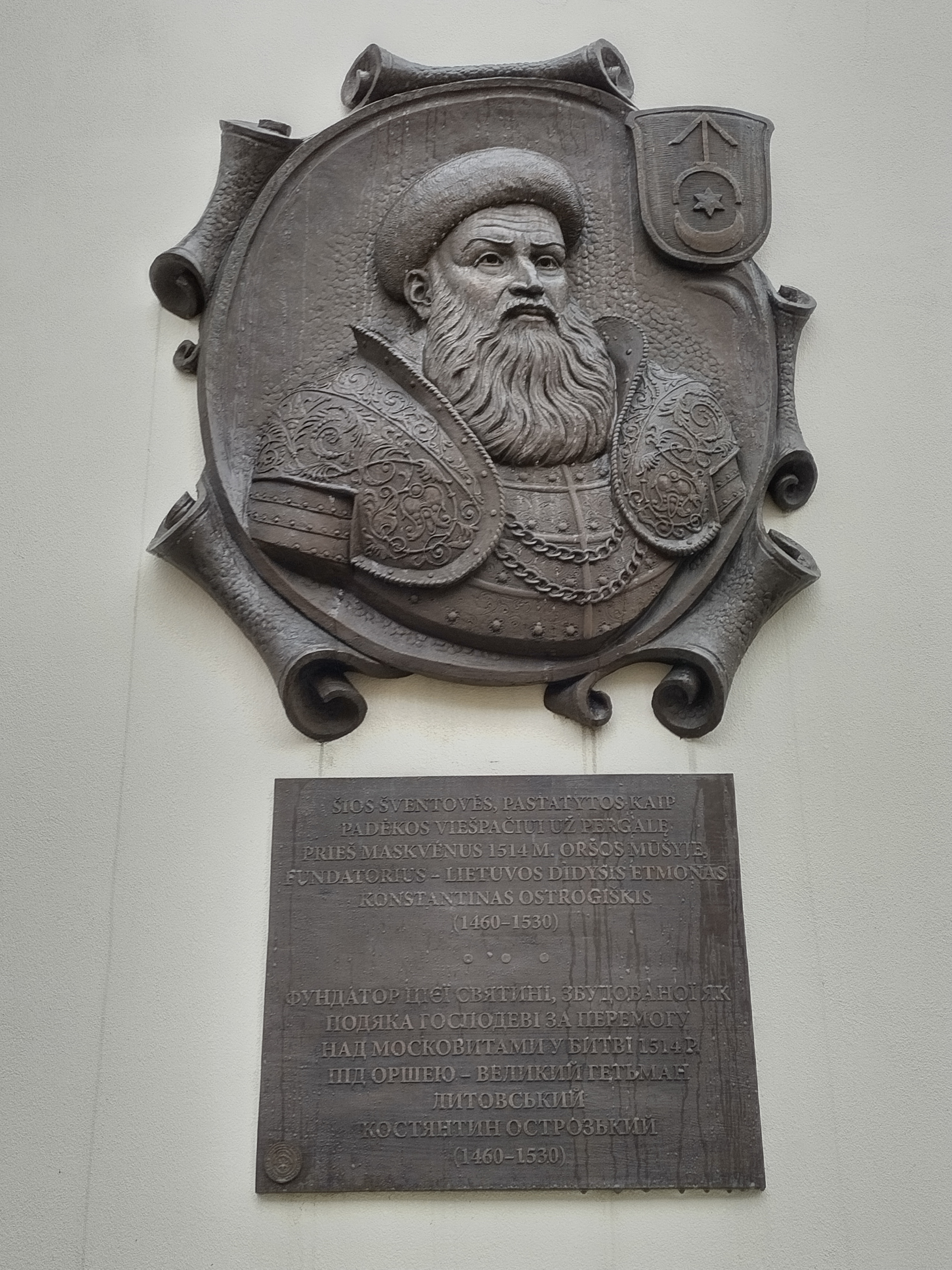
Пам'ятний знак при вході до храму

У монастирі є церква Св. Трійці, побудована в 1514 році князем Костянтином Острозьким у напіввізантійському стилі на честь гучної перемоги в битві під Оршею. Вона зберегла досі свій первісний вигляд, за винятком деяких змін, зроблених у 1670 р. Цією іконою в 1495 р. благословив князь Іоан Васильович свою дочку Олену, відпускаючи її до Литви на шлюб з литовським князем Олександром.
У 1839 році монастир переданий православній церкві.

### XX століття

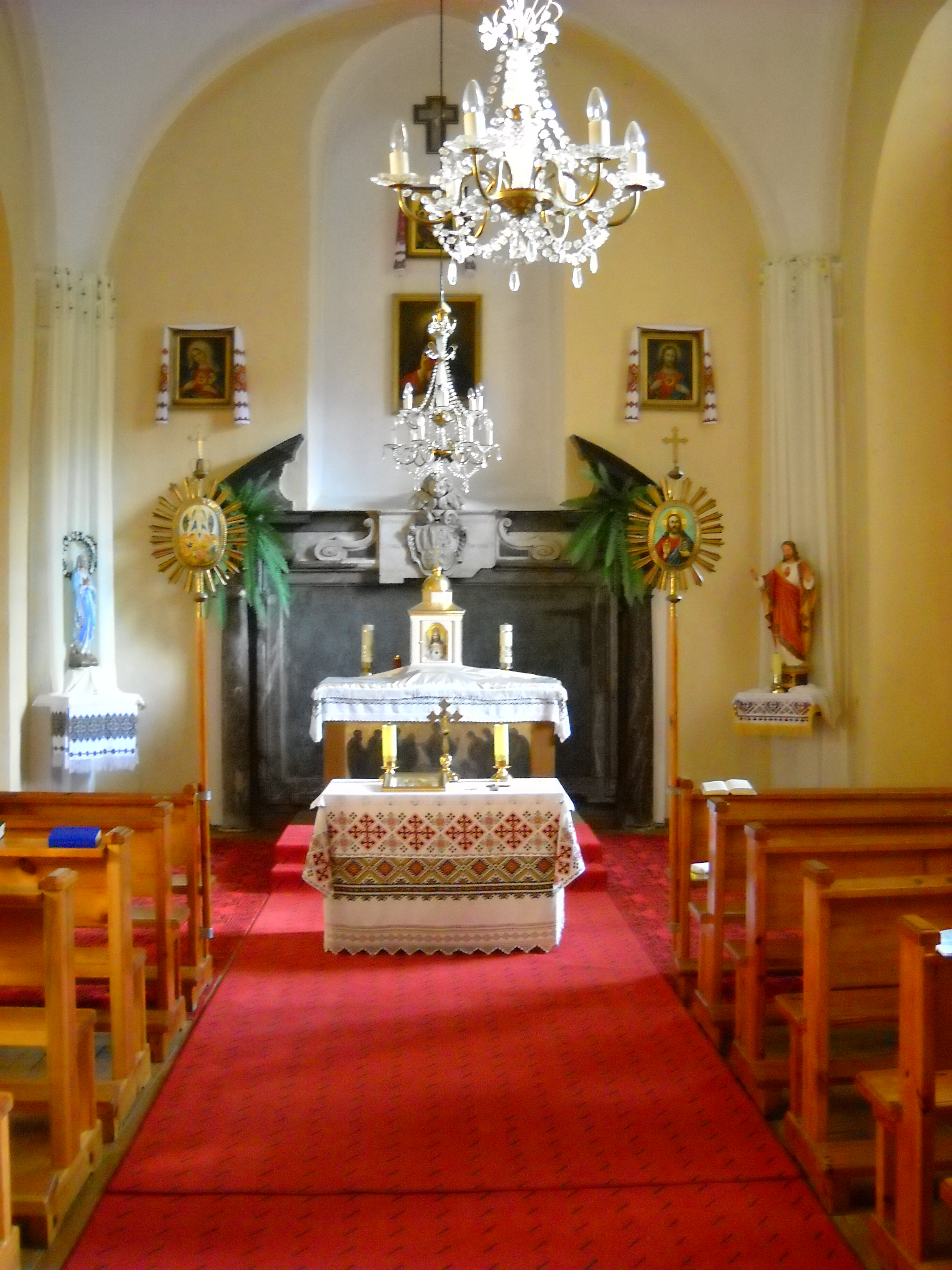
Відреставрована каплиця Благовіщення

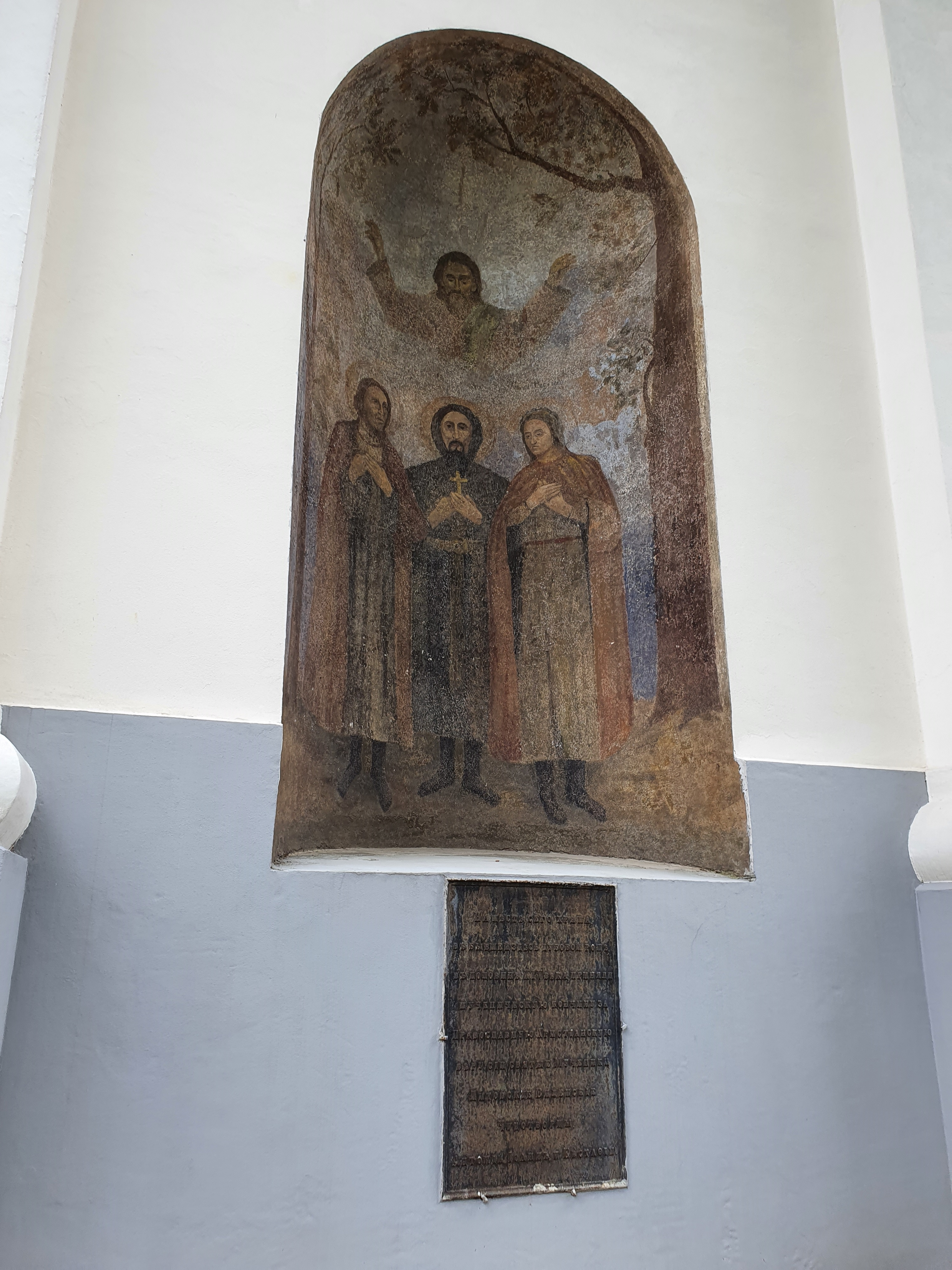
Західний фасад. Деталь

Після Першої світової війни в 1919 році храм був переданий католикам. Кілька років тривала суперечка про права власності на будівлі монастиря між світською польською владою і православною консисторією.
У 1927 році за судовим рішенням будівлі перейшли у власність держави. Однак частина будівлі колишнього була залишена для користування православною духовною семінарією.
В іншій частині, з 1919 року розташовувалися Білоруська гімназія, білоруський сирітський притулок, Білоруське наукове товариство; з 1921 року також білоруський Історико-етнографічний музей імені Івана Луцкевича.
В 1939 році Білоруське наукове товариство було ліквідовано, музей продовжував діяти до 1943 року, коли на вимогу німецької влади приміщення було звільнене для госпіталю, а експонати вивезені в приміщення відділення витончених мистецтв Університету Стефана Баторія поряд з костелом Святої Анни.
У 1940 році храм був закритий. У 1946—1960 роках монастирські будівлі займав Вільнюський педагогічний інститут, в 1964—1969 роках тут працювала Вільнюська філія Каунаського політехнічного інституту.
З 1969 року будівлі церкви і монастиря належали Вільнюському інженерно-будівельному інституту.
У 1991 році храм був переданий греко-католицькій громаді. Відтоді в храмі ведеться ремонт. У 1994 році церква відійшла до монахів василіян. Ченці займають також незначну частину приміщень колишнього монастиря. Частиною приміщень користувався Вільнюський технічний університет ім. Гедиміна.

## Келія Конрада
На початку XIX століття в південному крилі монастиря була влаштована в'язниця. Тут в 1823—1824 роках містилися заарештовані у справі філоматів, серед яких були Адам Міцкевич, Ігнатій Домейко, Олександер Ходзько. Підкупивши охоронців, ув'язнені ночами зустрічалися в келії, в якій містився Міцкевич. Ця келія отримала назву «келії Конрада»: у III-й частині драматичної поеми Міцкевича «Дзяди» її головний герой, що носить автобіографічні риси, в такій келії веде суперечку з Богом і сатаною і переживає духовне переродження, перетворюючись із Ґустава в Конрада. Пізніше в приміщеннях колишнього монастиря містилися також учасники повстання 1831 року, ще пізніше в 1838—1839 роках тут перебував в ув'язненні Шимон Конарський, звідки він і був перепроваджений до місця страти.
В 1920-х роках місце келії Конрада в східному кінці південного корпусу встановив історик архітектури Юліуш Клос. Це приміщення не зберегло свого колишнього вигляду: стіна келії Конрада в 1867 році була розібрана і з'єднана з сусіднім приміщенням, де за радянських часів розташовувалася бібліотека Вільнюського інженерно-будівельного інституту. Після переходу будівлі василіанського монастиря в 1927 році у власність держави з тієї частини будівлі, де знаходилася келія Конрада, були виселена православна духовна семінарія.

В 1929 році був проведений необхідний ремонт, який повернув келії колишній вигляд. У її стіну була вмурована меморіальна мармурова таблиця з текстом латинською мовою, який в «Дзядах» Ґустав написав на колоні, що підтримує тюремні склепіння:
|  | «Богу Найкращому, Найбільшому. Густав помер в 1823 р, у перший день листопада; тут народився Конрад в 1823 р, у перший день листопада». |

## Архітектура церкви
Будівля церкви Святої Трійці зберегла риси архітектури готики, бароко і російсько-візантійського стилю. Основна будівля храму в плані прямокутна.
Головний західний фасад симетричний. По кутах піднімаються невеликі восьмикутні башні, в центрі між ними фронтон у вигляді витягнутої арки, з'єднаний з вежами парапетом. Площина фасаду членується пілястрами і вікнами. Вхід підкреслять ступенями і напівкруглої аркою порталу. У ніші в стіні храму, ліворуч від головного входу біля західного фасаду, зображені святі Віленські мученики Антоній, Іоан і Євстафій. Під нішею знаходиться металева меморіальна таблиця. Поряд з входом є меморіальна таблиця на згадку Йосафата (Кунцевича).
Біля заднього східного фасаду є три масивні апсиди, середня з яких значно виступає, і дві витягнуті вежі дзвіниць в стилі пізнього бароко. Вежі з волютами і ліпниною в плані овальні, двоярусні, кожен ярус прикрашений чотирма парами пілястр. Вежі увінчані шоломами у вигляді дзвонів з глухими імітаціями горищних віконець.
Біля північного фасаду церкви, з правого боку від входу, розташована каплиця Святого Луки. Біля південного фасаду, з лівого боку від входу — каплиця Воздвиження Святого Хреста з примикаючою до неї дзвіницею Скумінів з криптою, з куполом і стінами, які прикрашені нішами і пілястрами.
Вежі храму прикрашають дві пари масивних хрестів (одна пара однакових хрестів у головного фасаду, інша — біля східного) XIX століття з рисами бароко і народного мистецтва. Невисокий чотирьохскатний дах покритий бляхою. Масивні стіни готичної кладки, прихованої під штукатуркою, зберегли сліди контрфорсів.
Великий простір храму ділиться чотирма парами пілонів, що підтримують купол, на три нефи майже однакової площі. Масивні восьмигранні пілони увінчані стуковими капітелями. Стіни і склепіння оштукатурені і побілені; під шаром крейди і штукатурки збереглися сліди фресок. У церкві збереглися вівтар та орган, з формами в стилі класицизму.
Біля південної стіни церкви на висоті приблизно одного метра від підлоги вправлена надгробна металева рельєфна плита (розміром 1,55 м х 2,25 м) кінця XVI століття. Плита складається з двох частин: у лівій частині розташовується гербовий картуш, оточений лавровим вінком, листям аканта і головками ангелів, праворуч — обрамлена орнаментом кирилична епітафія.
У протилежну північну стіну вправлена інша плита. На ній по-польськи написано, що тут поховані сестри Єленські, які померли в 1757 і 1758 роках. Паралельно цього напису поміщені довгі зворушливі вірші.

## Настоятелі

### Архимандрити Віленського василіянського монастиря XV—XVIIIст.[2]
- Макарій (1476)
- Макарій (1495)
- Зосима (1509—1511)
- Тихон (1524)
- Алексій (1524 — перед 1551)
- Сильвестр Бількевич (1551—1567)
- Федір Яцкович-Велкович (1567—1570), архимандрит-номінат
- Йона Протасевич-Островський (1573—[1577])
- Онисифор Дівочка (1584—1588)
- Кирило Лукаріс (1595—[1596])
- Софроній ([1596]—1597)
- Йоасаф (1597)
- Геласій Русовський (1603)
- Самійло Сінчило (1605—1609)
- Йосиф Велямин-Рутський (1609—1612)
- Йосафат Кунцевич (1612—1617)
- Лев Кревза-Жевуський (1617—1624)
- Рафаїл Корсак (1624—1636)
- Олексій Дубович (1636—1652)
- Симон Яцкевич (1652)
- Миколай Корсак (1652—1656)
- Варлаам Козинський (1656—1661), архимандрит-номінат
- Венедикт Терлецький (1657—1661)
- Христофор Миленкевич (1661)
- Маркіян Білозор ([1662]—1697)
- Антоній Жолкевський (1697—1702)
- Ігнатій Володзько (1767—1774), архимандрит-номінат
- Діонисій Чадай (1774—1780), архимандрит-номінат

### Ігумени Віленського василіянського монастиря XVII— першої пол. XIXст.[3]
- Йосиф Велямин-Рутський (1605—1609)
- Йосафат Кунцевич (1609—1612)
- Лев Кревза-Жевуський (1612—[1617])
- Теодосій Боровик (1620)
- Анастасій-Антоній Селява (1622—1624)
- Рафаїл Корсак (1625—1629)
- Пахомій Война-Оранський (1630—1631)
- Сильвестр Котлубай (1633)
- Олексій Дубович (1634—1645)
- Лаврентій Каленка-Волкович (1645—1647)
- Захарій Ільковський (1648)
- Христофор Миленкевич (1650)
- Арсеній Абрамович (1661)
- Ансельм Чиж (1662)
- Стефан Мартишкевич-Бусинський (1666—1667)
- Іван Малаховський (1668—1671)
- Стефан Мартишкевич-Бусинський (1675—1676)
- Ансельм Чиж (1670)
- Йосиф Петекевич (1673—1676)
- Маркіян Кульчицький (1684—1686)
- Симеон Огурцевич (1686—1689)
- Йосафат Гуторович (1690—1691, 1693—1694)
- Януарій Огурцевич (1694—1698)
- Лев Кішка (1698)
- Маркіян Кульчицький (1698—1703)
- Йоаким Кушелич (1703)
- Маркіян Кульчицький (1703—1705)
- Маркіян Маскевич ([1705—1706])
- Яків Соліковський (1706—1709)
- Антоній Завадський (1710)
- Василь Процевич (1711—1713)
- Матей Козаченко ([1713—1715])
- Флоріян Гребницький (1715—1718)
- Антоній Завадський (1718—1720)
- Патрикій Жиравський (1721)
- Василь Процевич (1721—1726)
- Антоній Томилович-Лебецький (1727—1729)
- Патрикій Жиравський (1737—1740)
- Юстин Чечковський (1740)
- Максиміліан Завадський (1742—1744)
- Теодозій Зеневич (1743)
- Максиміліан Завадський (1748)
- Йоан Лукіянович (1749—1751)
- Станіслав Зекарт (1751—1755)
- Іларіон Карпінський (1756—1758)
- Сильвестр Артецький (1759, 1764)
- Самуїл Новицький (1765)
- Сильвестр Артецький (1765)
- Самуїл Новицький (1767—1768, 1771—1772, 1774)
- Йоаким Чудовський (1774—1777)
- Єронім Артецький (1777—1778)
- Самуїл Новицький (1779—1782)
- Максиміліан Вільчинський (1784—1787)
- Єронім Артецький (1790—1791)
- Атанасій Фальковський (1793)
- Амвросій Сингаєвський (1794, 1796—1798)
- Меркурій Римашевський (1799—1801)
- Іраклій Киріат (1804)
- Гервасій Семеткевич (1806—1807)
- Василь Полонський (1811—1814)
- Цезарій Камінський (1814—1818)
- Венедикт Ленартович (1818—1822)
- Віктор Бучинський (1822)
- Йосафат Жарський (1822—1826)
- Віктор Бучинський (1827—1828)
- Віктор Босяцький (1829—1837)
- Арсеній Хрулькевич (1837—1841?)

### Ігумени відновленого василіянського монастиря у Вільнюсі від 1991 року
- Павло Яхимець (1991—2013)
- Вінкентій Яніцький (2013—2015)
- Вінкентій Пелих (2016—2020)
- Миколай Козелківський (2020—2024)
- Йосафат Попович (з 2024)